# Peter Heinrich Windhausen
Peter Heinrich (Heinrich) Windhausen (Burgwaldniel (tegenwoordig Waldniel, gemeente Schwalmtal), Duitsland, 27 september 1832 – Roermond, 22 januari 1903) was een Duits schilder van portretten en religieuze voorstellingen. Hij was de stamvader van de schildersfamilie Windhausen in Roermond.

## Levensloop

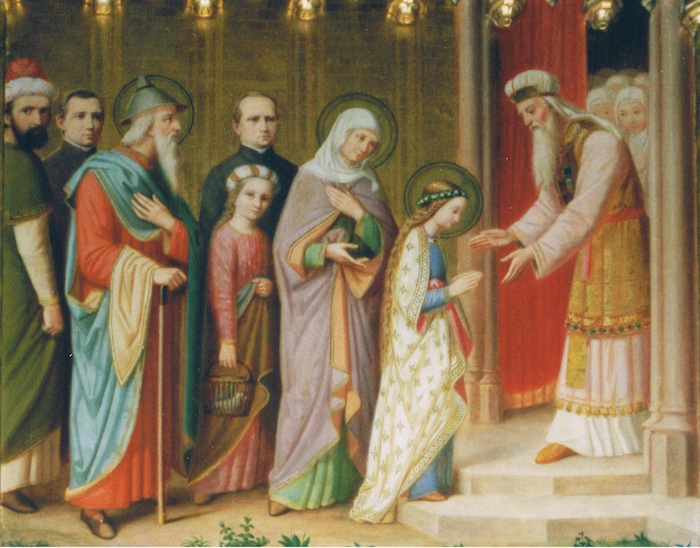
De presentatie van Maria in de tempel. 1870. Schaag, Sint-Annakerk.

Hij volde een opleiding aan de Kunstacademie in Düsseldorf, waar hij op 5 april 1865 zijn diploma ontving. In Duitsland maakte hij naam als portret- en religieus schilder.
Hij trouwde met Maria Susanna Aretz en vestigde zich in 1873 in Roermond. In Roermond heerste destijds een gunstig klimaat voor kunstenaars, vooral vanwege de aanwezigheid van architecten als Pierre Cuypers en Carl Weber. De vele kerken die zij bouwden zorgen voor een constante stroom van opdrachten voor beeldhouwers, schilders, meubelmakers, enz. Daarnaast was in Duitsland net de Kulturkampf begonnen, waardoor schilders van katholiek-religieuze kunst nauwelijks nog opdrachten ontvingen. Hij vestigde zich met zijn gezin in de Voorstad Sint Jacob. Hier begon hij een atelier voor portretten en religieuze kunst. In Roermond bestonden op dat moment al verschillende ateliers voor religieuze kunst, maar deze brachten vooral beeldhouwwerken voort en hadden te weinig academisch opgeleide schilders in dienst. Hierdoor ontstond een gat in de markt, waar Windhausen op inspeelde.
In Roermond leidde hij zijn zoons, Mathias Heinrich, Albin en Paul Windhausen. Een vierde zoon, Joseph, werd priester, maar verbond zich later als ontwerper aan het atelier van de beeldhouwer Ferdinand Langenberg in Goch. Vanaf het midden van de jaren '80 specialiseerde Windhausen zich in kruiswegen, hierbij geholpen door zijn zoons, Albin en Paul Windhausen.

## Werk
Toen hij nog in Duitsland woonde, schilderde hij verschillende religieuze werken, zoals een grote muurschildering in de pastorie in Waldniel (1861-1862), acht schilderijen voor de Sint-Clemenskerk in Süchteln (1867-1868) en acht schilderijen voor de Sint-Annakerk in Schaag (1870).

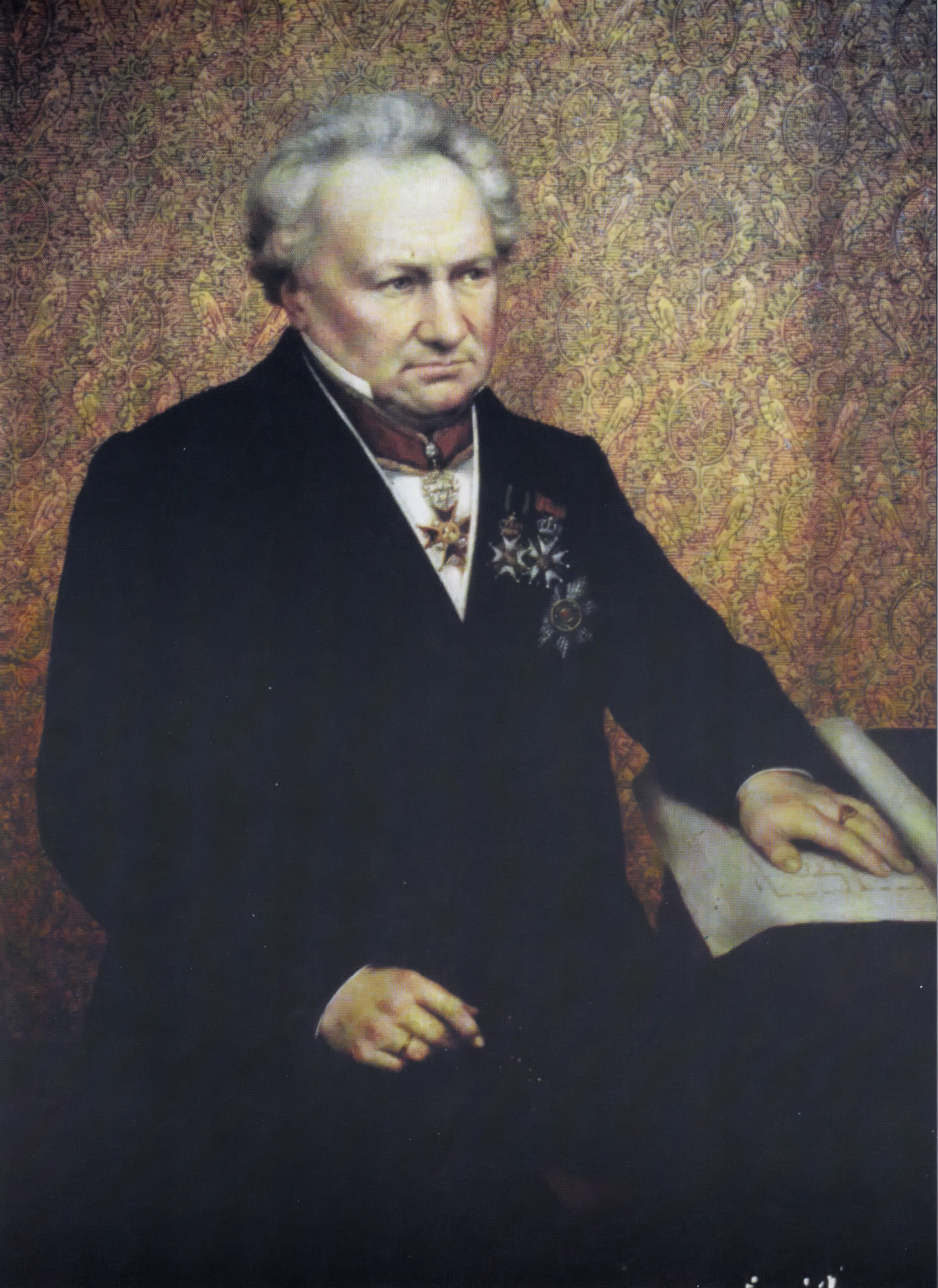
Portret van Petrus Regout. Ca. 1875. Verblijfplaats onbekend.

Daarnaast was hij een gevraagd portretschilder. Hij schilderde onder meer de portretten van pastoor Verkuijlen van Arcen, architect Bolsius, winkelier L. Corsten, mevr. Maria Elisabeth Hubertina Schmitz Höppener-Schmitz,, burgemeester Christiaan Houben en vier leden van de Maastrichtse fabrikantenfamilie Regout. In 1876 schilderde hij ter gelegenheid van de 25e verjaardag van zijn priesterwijding het portret van Willem Everts, en in 1878 ter gelegenheid van hun 50-jarig huwelijksfeest de portretten van Theodorus van de Winkel en Joanna Margaretha Meeuwissen.

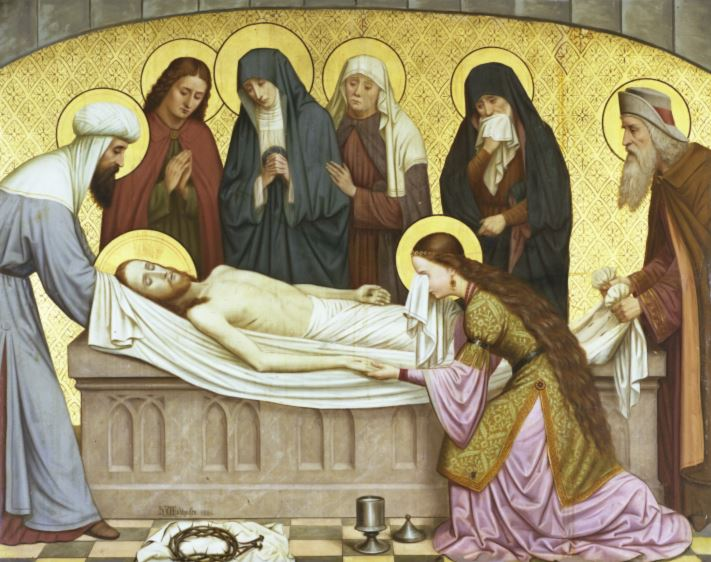
Kruiswegstatie van de Kruisweg in de Sint-Willibrorduskerk in Deurne.

Tot de kruiswegen die hij schilderde behoren die in de Sint-Annakerk in Schaag (1872), de Sint-Willibrorduskerk in Deurne (1886), de Johannes de Doperkerk in Lage Zwaluwe (1887), de kapel van het Bisschoppelijk College in Roermond (1888-1894), de Sint-Michaelkerk in Waldniel (1889) en de Heilig Hart van Jezuskerk in Bosschenhoofd (1891). De kruisweg in de Sint-Christoffelkathedraal in Roermond (1890-1891) maakte Windhausen in samenwerking met zijn zoons, Albin en Paul Windhausen.

## Kinderen
Met zijn vrouw, Maria Susanna Aretz (Burgwaldniel, 11 augustus 1833 – Roermond, 15 december 1894), had Windhausen de volgende kinderen:
1. Heinrich Windhausen (1857-1920), schilder
2. Mathias Windhausen (28 mei 1859-....), schilder. Van hem ontbreekt echter ieder spoor.[9]
3. Albin Windhausen (1863-1946), schilder
4. Joseph Windhausen (1865-1936), priester en kunstenaar
5. Paul Windhausen (1871-1944), schilder
6. Peter Carl Windhausen (1873-1935) werd op 31 maart 1900 in Roermond priester gewijd. Hij was van 1900 tot 1902 onderwijzer in Venlo en van 1902 tot 1924 kapelaan van de Martinusparochie in Venlo als opvolger van zijn broer Joseph. Van 1924 tot zijn dood op 27 oktober 1935 was hij (bouw)pastoor van de parochie Molenberg in Heerlen.[15]
7. Maria Windhausen (9 juli 1877-....), trouwde op 3 september 1901 met de banketbakker Hubert Hilgers (31 maart 1876-....) en verhuisde in 1925 naar Neeroeteren in België.[16]

## Stamboom
|                               |                               |                               |                               |                               |                               |  |  |                            |                            |                            |                            | Peter Heinrich Windhausen 1832-1903 |                            |  |  |                             |                             |                             |                             |                             |                             |  |  |                               |                               |                               |                               |                               |                               |  |  |  |  |  |  |  |  |  |  |  |  |  |  |  |  |  |  |  |  |  |  |  |  |  |  |
|                               |                               |                               |                               |                               |                               |  |  |                            |                            |                            |                            |                                     |                            |  |  |                             |                             |                             |                             |                             |                             |  |  |                               |                               |                               |                               |                               |                               |  |  |  |  |  |  |  |  |  |  |  |  |  |  |  |  |  |  |  |  |  |  |  |  |  |  |
|                               |                               |                               |                               |                               |                               |  |  |                            |                            |                            |                            |                                     |                            |  |  |                             |                             |                             |                             |                             |                             |  |  |                               |                               |                               |                               |                               |                               |  |  |  |  |  |  |  |  |  |  |  |  |  |  |  |  |  |  |  |  |  |  |  |  |  |  |
| Heinrich Windhausen 1857-1920 | Heinrich Windhausen 1857-1920 | Heinrich Windhausen 1857-1920 | Heinrich Windhausen 1857-1920 | Heinrich Windhausen 1857-1920 | Heinrich Windhausen 1857-1920 |  |  | Albin Windhausen 1863-1946 | Albin Windhausen 1863-1946 | Albin Windhausen 1863-1946 | Albin Windhausen 1863-1946 | Albin Windhausen 1863-1946          | Albin Windhausen 1863-1946 |  |  | Joseph Windhausen 1865-1936 | Joseph Windhausen 1865-1936 | Joseph Windhausen 1865-1936 | Joseph Windhausen 1865-1936 | Joseph Windhausen 1865-1936 | Joseph Windhausen 1865-1936 |  |  | Paul Windhausen sr. 1871-1944 | Paul Windhausen sr. 1871-1944 | Paul Windhausen sr. 1871-1944 | Paul Windhausen sr. 1871-1944 | Paul Windhausen sr. 1871-1944 | Paul Windhausen sr. 1871-1944 |  |  |  |  |  |  |  |  |  |  |  |  |  |  |  |  |  |  |  |  |  |  |  |  |  |  |
| Heinrich Windhausen 1857-1920 | Heinrich Windhausen 1857-1920 | Heinrich Windhausen 1857-1920 | Heinrich Windhausen 1857-1920 | Heinrich Windhausen 1857-1920 | Heinrich Windhausen 1857-1920 |  |  | Albin Windhausen 1863-1946 | Albin Windhausen 1863-1946 | Albin Windhausen 1863-1946 | Albin Windhausen 1863-1946 | Albin Windhausen 1863-1946          | Albin Windhausen 1863-1946 |  |  | Joseph Windhausen 1865-1936 | Joseph Windhausen 1865-1936 | Joseph Windhausen 1865-1936 | Joseph Windhausen 1865-1936 | Joseph Windhausen 1865-1936 | Joseph Windhausen 1865-1936 |  |  | Paul Windhausen sr. 1871-1944 | Paul Windhausen sr. 1871-1944 | Paul Windhausen sr. 1871-1944 | Paul Windhausen sr. 1871-1944 | Paul Windhausen sr. 1871-1944 | Paul Windhausen sr. 1871-1944 |  |  |  |  |  |  |  |  |  |  |  |  |  |  |  |  |  |  |  |  |  |  |  |  |  |  |
| Paul Windhausen 1892-1945     | Paul Windhausen 1892-1945     | Paul Windhausen 1892-1945     | Paul Windhausen 1892-1945     | Paul Windhausen 1892-1945     | Paul Windhausen 1892-1945     |  |  | Fons Windhausen 1901-1973  | Fons Windhausen 1901-1973  | Fons Windhausen 1901-1973  | Fons Windhausen 1901-1973  | Fons Windhausen 1901-1973           | Fons Windhausen 1901-1973  |  |  |                             |                             |                             |                             |                             |                             |  |  | Paul Windhausen jr. 1903-1944 | Paul Windhausen jr. 1903-1944 | Paul Windhausen jr. 1903-1944 | Paul Windhausen jr. 1903-1944 | Paul Windhausen jr. 1903-1944 | Paul Windhausen jr. 1903-1944 |  |  |  |  |  |  |  |  |  |  |  |  |  |  |  |  |  |  |  |  |  |  |  |  |  |  |
| Paul Windhausen 1892-1945     | Paul Windhausen 1892-1945     | Paul Windhausen 1892-1945     | Paul Windhausen 1892-1945     | Paul Windhausen 1892-1945     | Paul Windhausen 1892-1945     |  |  | Fons Windhausen 1901-1973  | Fons Windhausen 1901-1973  | Fons Windhausen 1901-1973  | Fons Windhausen 1901-1973  | Fons Windhausen 1901-1973           | Fons Windhausen 1901-1973  |  |  |                             |                             |                             |                             |                             |                             |  |  | Paul Windhausen jr. 1903-1944 | Paul Windhausen jr. 1903-1944 | Paul Windhausen jr. 1903-1944 | Paul Windhausen jr. 1903-1944 | Paul Windhausen jr. 1903-1944 | Paul Windhausen jr. 1903-1944 |  |  |  |  |  |  |  |  |  |  |  |  |  |  |  |  |  |  |  |  |  |  |  |  |  |  |
|                               |                               |                               |                               |                               |                               |  |  |                            |                            |                            |                            |                                     |                            |  |  |                             |                             |                             |                             |                             |                             |  |  |                               |                               |                               |                               |                               |                               |  |  |  |  |  |  |  |  |  |  |  |  |  |  |  |  |  |  |  |  |  |  |  |  |  |  |
| Albin Windhausen 1937         | Albin Windhausen 1937         | Albin Windhausen 1937         | Albin Windhausen 1937         | Albin Windhausen 1937         | Albin Windhausen 1937         |  |  | Margriet Windhausen 1942   | Margriet Windhausen 1942   | Margriet Windhausen 1942   | Margriet Windhausen 1942   | Margriet Windhausen 1942            | Margriet Windhausen 1942   |  |  | Ward Windhausen 1949        | Ward Windhausen 1949        | Ward Windhausen 1949        | Ward Windhausen 1949        | Ward Windhausen 1949        | Ward Windhausen 1949        |  |  |                               |                               |                               |                               |                               |                               |  |  |  |  |  |  |  |  |  |  |  |  |  |  |  |  |  |  |  |  |  |  |  |  |  |  |
| Albin Windhausen 1937         | Albin Windhausen 1937         | Albin Windhausen 1937         | Albin Windhausen 1937         | Albin Windhausen 1937         | Albin Windhausen 1937         |  |  | Margriet Windhausen 1942   | Margriet Windhausen 1942   | Margriet Windhausen 1942   | Margriet Windhausen 1942   | Margriet Windhausen 1942            | Margriet Windhausen 1942   |  |  | Ward Windhausen 1949        | Ward Windhausen 1949        | Ward Windhausen 1949        | Ward Windhausen 1949        | Ward Windhausen 1949        | Ward Windhausen 1949        |  |  |                               |                               |                               |                               |                               |                               |  |  |  |  |  |  |  |  |  |  |  |  |  |  |  |  |  |  |  |  |  |  |  |  |  |  |
| Miriam Windhausen             |                               |                               |                               |                               |                               |  |  |                            |                            |                            |                            |                                     |                            |  |  |                             |                             |                             |                             |                             |                             |  |  |                               |                               |                               |                               |                               |                               |  |  |  |  |  |  |  |  |  |  |  |  |  |  |  |  |  |  |  |  |  |  |  |  |  |  |